# ユリウス・ドルプミュラー
ユリウス・ハインリヒ・ドルプミュラー（Julius Heinrich Dorpmüller、1869年7月24日‐1945年7月5日）は、ドイツ国の政治家。ヒトラー内閣の運輸大臣。博士号を所持。

## 経歴
鉄道エンジニアの息子としてエルバーフェルトに生まれる。ユリウスも1889年から1893年にかけて道路と鉄道の建設を勉強。1898年からプロイセン王国の鉄道管理部門で働く。1907年からドイツ帝国が大清帝国に持っていた山東省膠州湾租借地の青島で鉄道業務にあたった。第一次世界大戦に際して中華民国（大清帝国は辛亥革命ですでに崩壊）がドイツ帝国に宣戦布告してきたため、1918年にドルプミュラーも難民として満州からシベリア、ロシアを通ってドイツへ帰国していった。その後、軽便鉄道の業務にあたり、ザカフカース社会主義連邦ソビエト共和国に招かれて同国の鉄道管理の業務にあたった。
その後、成立したばかりのドイツ国営鉄道（Deutsche Reichseisenbahnen）で勤務し、シュテティンで部長クラスを務めた。1922年から1924年9月にかけてオペルン支社長となる。1924年10月から1925年にかけてルール地方支社長となり、ドーズ案についての相談役となった。1925年12月には鉄道業務への貢献が評されてアーヘン工科大学から博士号を授与された。1926年からドイツ国営鉄道が改組されたドイツ帝国鉄道公社（Deutsche Reichsbahn-Gesellschaft (DRG)）の代表理事に選出された。前任のルドルフ・エーザー(英語版)が死去した事に伴うものだが、この人事はドイツ大統領パウル・フォン・ヒンデンブルクの承認を得るための政治的配慮が大きいという。この地位は第二次世界大戦でのドイツの敗戦まで保持した。
1937年2月、ヒトラー内閣で郵政相兼運輸相をしていたパウル・フォン・エルツ＝リューベナッハが辞職に追いやられたため、総統アドルフ・ヒトラーにより代わって運輸相に任命された。第二次世界大戦中、親衛隊全国指導者ハインリヒ・ヒムラーよりユダヤ人を絶滅収容所へ移送する為の列車の手配を依頼された。ドルプミュラーは1945年にヒトラーが自殺した後に誕生したカール・デーニッツ大統領のフレンスブルク政府でも運輸相に残留した。連合軍のドイツ占領後もドイツの鉄道再建について連合国から諮問を受けていたが、すでに癌に蝕まれており、1945年7月にはマレンテで死去した。